# Miltochrista javana
Miltochrista javana är en fjärilsart som beskrevs av Max Wilhelm Karl Draudt 1914. Miltochrista javana ingår i släktet Miltochrista och familjen björnspinnare. Inga underarter finns listade i Catalogue of Life.